# Маайке де-Ваард
Маайке де-Ваард (нід. Maaike de Waard, 11 жовтня 1996) — нідерландська плавчиня.
Призерка Чемпіонату світу з плавання на короткій воді 2016, 2018 років.
Призерка Чемпіонату Європи з водних видів спорту 2020 року.
Призерка Чемпіонату Європи з плавання на короткій воді 2017 року.